# 七喜集团
七喜集团前身是广州七喜电脑股份有限公司（深交所除牌前：002027）是中国一家涉足IT、地产、醫療健康領域的企業。

## 历史
1997年，易贤忠在广州市黄埔区云埔工业区創辦七喜电脑，于2004年8月在深圳证券交易所挂牌交易上市（股票简称：七喜控股，股票代码：002027）。
起初七喜电脑主要销售计算机以及周边设备和手机。2008年后由於業務不佳，2015年，七喜控股從深圳证券交易所退市。2020年2月21日，七喜集团旗下的生物制药公司百奥泰在科创板上市。